# Мълчаливите пътеки
„Мълчаливите пътеки“ е български игрален филм (драма) от 1967 година на режисьора Владислав Икономов, по сценарий на Любомир Левчев. Оператор е Крум Крумов. Музиката във филма е композирана от Кирил Цибулка.

## Актьорски състав
- Георги Черкелов – полковникът от авиацията
- Михаил Михайлов – директорът
- Евстати Стратев – шофьорът
- Добромир Манев – войникът
- Христо Динев
- Илия Добрев
- Веселин Савов
- Пенчо Пеев
- Елена Жандова
- Весела Благоева
- Маргарита Стефанова
- Стефан Мавродиев
- Борислав Иванов
- Стефан Данаилов